# سكوت بينكني
سكوت بينكني (بالإنجليزية: Scott Pinckney)‏ هو لاعب غولف أمريكي، ولد في 13 مارس 1989 في أوريم في الولايات المتحدة.

## وصلات خارجية
- سكوت بينكني على موقع رابطة لاعبي الغولف المحترفين (الإنجليزية)
- سكوت بينكني على موقع رابطة أوروبا للاعبي الغولف المحترفين (الإنجليزية)
- سكوت بينكني على موقع التصنيف العالمي الرسمي للغولف (الإنجليزية)